# Jan Wicher Vellinga
Jan Wicher Vellinga (16 augustus 1979) is een voormalig Nederlands voetballer die van 1995 tot 2000 onder contract stond bij FC Zwolle. Hij speelde als verdediger.

## Statistieken
| Seizoen | Club      | Land      | Competitie     | Wed. | Goals |
| ------- | --------- | --------- | -------------- | ---- | ----- |
| 1995/96 | FC Zwolle | Nederland | Eerste divisie | 6    | 0     |
| 1996/97 | FC Zwolle | Nederland | Eerste divisie | 0    | 0     |
| 1997/98 | FC Zwolle | Nederland | Eerste divisie | 1    | 0     |
| 1998/99 | FC Zwolle | Nederland | Eerste divisie | 1    | 0     |
| 1999/00 | FC Zwolle | Nederland | Eerste divisie | 4    | 0     |
| Totaal  | Totaal    | Totaal    | Totaal         | 12   | 0     |